# Actitis macularius
Actitis macularius là một loài chim trong họ Scolopacidae.
Loài này có thân dài 18–20 cm. Môi trường sinh sống sinh sản gần khu vực nước ở phần lớn Canada và Hoa Kỳ. Chúng di cư xuống phía nam Hoa Kỳ và Nam Mỹ và hiếm khi đến Tây Âu. Chúng ít khi sinh sống thành bầy.
Chim trưởng thành có chân ngắn màu hơi vàng, mỏ màu cam và đầu mỏ thẫm màu. Lông cơ thể màu nâu ở trên và trắng ở dưới với các đốm đen. Những cá thể ngoài mùa sinh sản không có đốm ở dưới.

## Hình ảnh

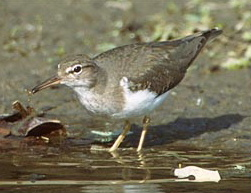
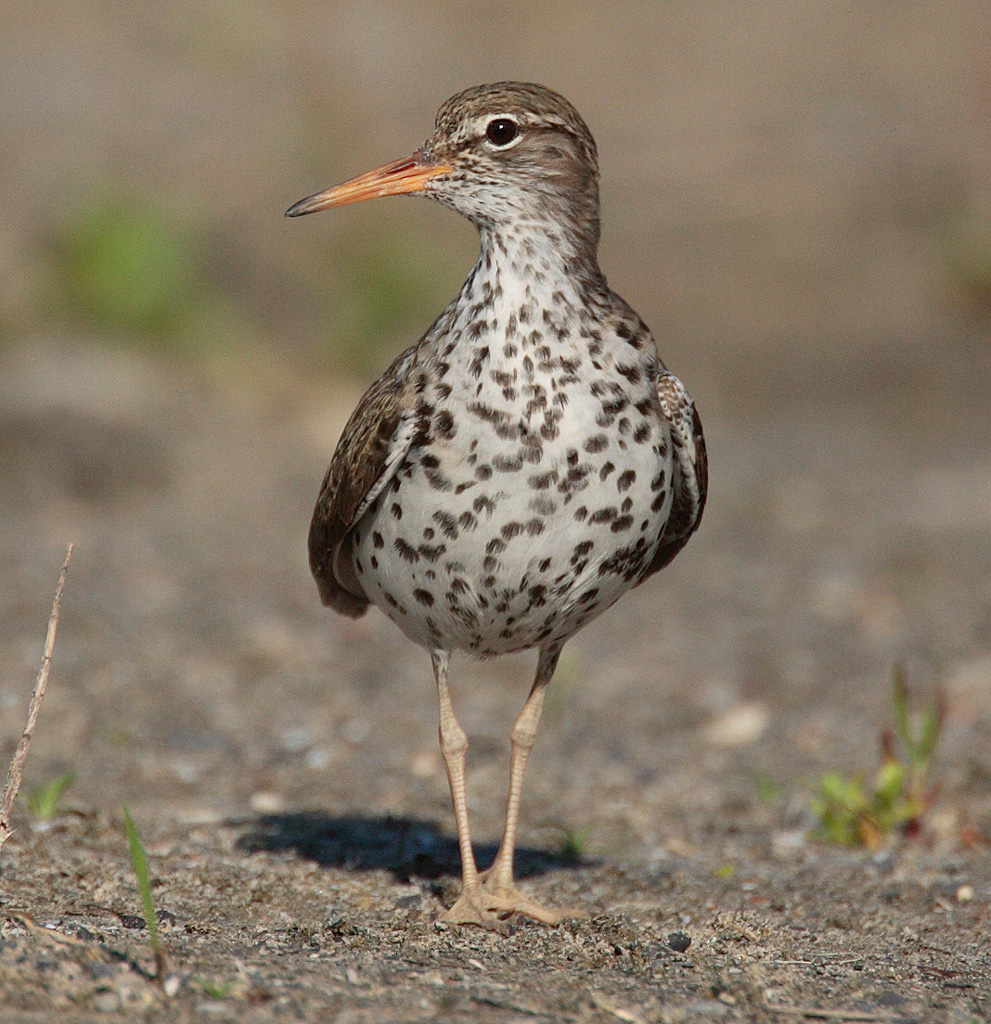
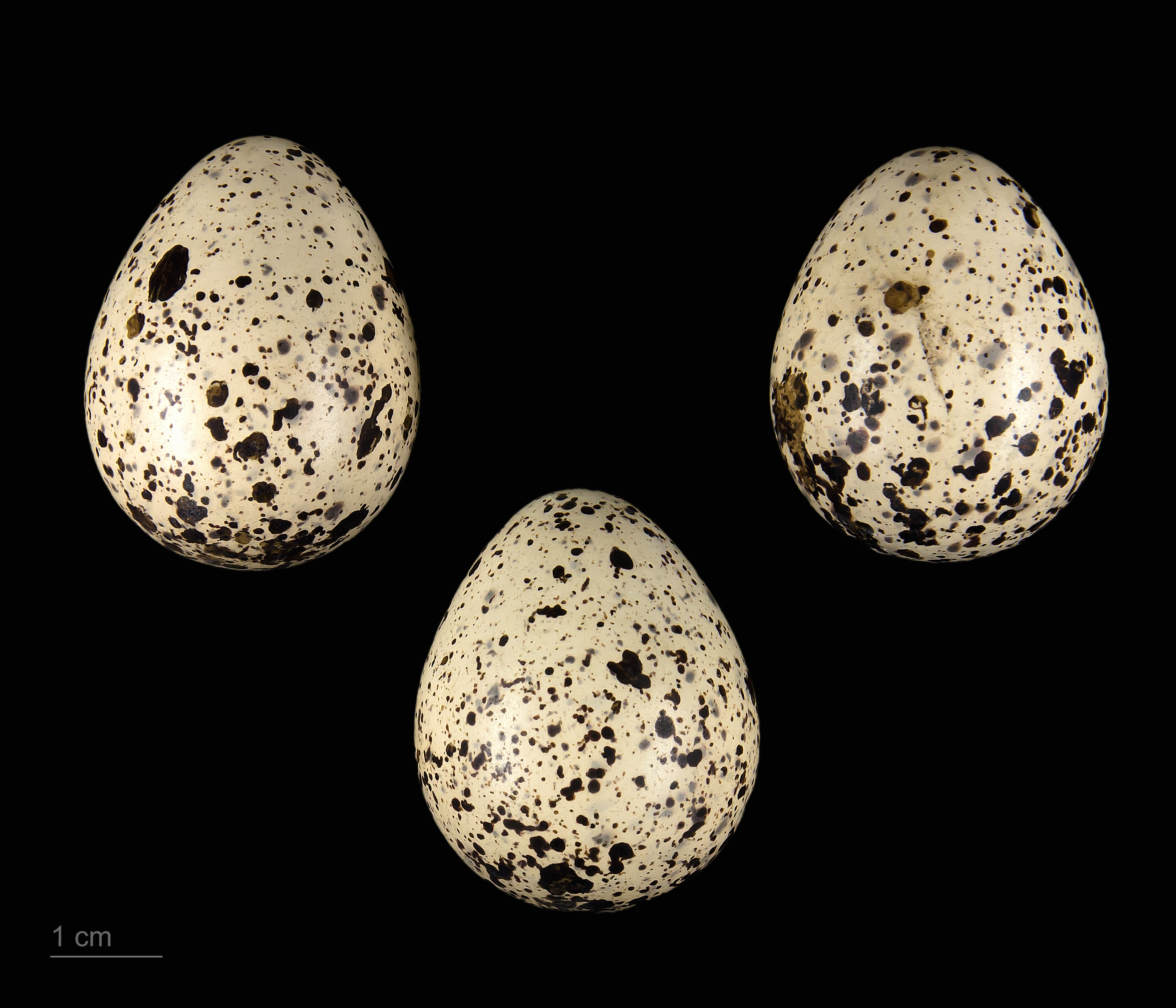
Museum specimen